# Sobór św. Józefa w Mohylewie
Sobór św. Józefa (biał. Сабор Св. Іосіфа, ros. Собор Св. Иосифа Обручника) – świątynia prawosławna znajdująca się w Mohylewie przy ul. Szkłowskiej, od 1802 sobór, wysadzona w powietrze przez władze sowieckie w 1938.

## Historia
Kamień węgielny pod budowę soboru położył arcybiskup mohylewski i mścisławski Jerzy 30 maja 1780 podczas wizyty w mieście Katarzyny II i cesarza Józefa, imieniem którego nazwano nowofundowaną cerkiew. Budowa świątyni trwała do 1798 – nadano jej kształt klasycystyczny z portykiem składającym się z sześciu kolumn i okrągłą kopułą będącą dominantą soboru. Projekt gmachu opracował rosyjski architekt N. A. Lwow. Wnętrze cerkwi ozdobiono ikonami pisanymi przez znanego artystę W. Borowikowskiego, za inspirację do wizerunków aniołów i świętych posłużyła caryca Katarzyna II i jej dworzanie.
W 1802 świątynię podniesiono do rangi soboru. Cerkiew zdobiła Mohylew aż do lat trzydziestych XX wieku – w 1929 została zamknięta przez władze sowieckie i przekształcona w muzeum ateizmu, a w 1938 dokonano jej wyburzenia. Obecnie w miejscu soboru znajduje się hotel Dnieprowski.
Istnieje legenda, że podczas zakładania kamienia węgielnego pod budowę świątyni Katarzynie II zerwał się naszyjnik z perłami. Caryca, powstrzymując dworzan od ich zbierania, miała się wyrazić: „Niech ta świątynia będzie tak piękna jak moje perły”.